# Rescate en la torre
Rescate en la torre (título original: Gridlock) es un telefilme de acción, drama y crimen de 1996, dirigido por Sandor Stern, escrito por Joe Ferullo, musicalizado por Amin Bhatia, en la fotografía estuvo Ron Orieux y los protagonistas son David Hasselhoff, Miguel Fernandes y Kathy Ireland, entre otros. Este largometraje fue realizado por Alliance Communications Corporation, Neufeld Rehme Productions y ProSieben; se estrenó el 14 de enero de 1996.

## Sinopsis
Unas explosiones inutilizan todos los puentes que unen Manhattan con el resto de Nueva York. Las autoridades adjudican esos hechos a un grupo terrorista. Pero Jake Gorki, un policía del Departamento de Policía de Nueva York, sobrevuela con su helicóptero el Banco de la Reserva Federal, piensa que es otra cosa: un atraco.